# Adilşah Kadınefendi
Adilşah Kadın (? – 19. prosince 1803) byla čtvrtá manželka osmanského sultána Mustafy III.

## Život
Adilşah byla konkubínou osmanského sultána Mustafy III., držela titul třetí ikbal. V prosinci 1765 porodila své první dítě, dceru Beyhan Sultan. O dva roky později porodila druhou dceru Hatice Sultan. Po smrti sultána v roce 1774 se usadila spolu s dcerami ve starém paláci.
Během svého života se věnovala charitativní činnosti, nechala vystavět několik škol a mešit. Ze svého platu živila všechny zaměstnance těchto institucí.
Po její smrti její dcera Beyhan vybudovala školu poblíž paláce Yeşilioğlu, naproti paláce Hatice Sultan, jako památku své matce. V roce 1805 její druhá dcera Hatice nechala postavit mešitu Adilşah Kadın.
Mešita se nacházela na nábřeží a byla obklopená jednotnou zdí. Základní škola, kterou vybudovala, se nacházela naproti paláce Tekfur a byla postavena ze dřeva.
Adilşah zemřela 19. prosince 1803 a byla pohřbena v hrobce svého manžela Mustafy III. v mešitě Laleli.